# Locris godinai
Locris godinai är en insektsart som beskrevs av Victor Lallemand 1920. Locris godinai ingår i släktet Locris och familjen spottstritar. Inga underarter finns listade i Catalogue of Life.